# Punta Ragged
Punta Ragged är en udde i Chile.   Den ligger i regionen Región de Magallanes y de la Antártica Chilena, i den södra delen av landet, 2 300 km söder om huvudstaden Santiago de Chile.
Terrängen inåt land är platt åt nordväst, men åt nordost är den kuperad. Trakten är glest befolkad. Det finns inga samhällen i närheten.